# Trematolobelia rockii
Trematolobelia rockii är en klockväxtart som beskrevs av Harold St.John. Trematolobelia rockii ingår i släktet Trematolobelia och familjen klockväxter. Inga underarter finns listade i Catalogue of Life.